# Monta Ellis
Monta Ellis (ur. 26 października 1985 w Jackson) – amerykański profesjonalny koszykarz występujący na pozycjach rozgrywającego lub rzucającego obrońcy.
W 2005 wystąpił w dwóch meczach gwiazd amerykańskich szkół średnich – McDonald’s All-American i Nike Hoop Summit. Został też wybrany najlepszym zawodnikiem amerykańskich szkół średnich przez wiele rozmaitych organizacji i magazynów (Parade Player of the Year, Mr. Basketball USA) oraz stanu Missisipi (Mississippi Mr. Basketball). Został także zaliczony do I składu Parade All-American i USA Today All-USA, a rok wcześniej (2004) do III składu Parade All-American.
Został wybrany przez „Wojowników” w drugiej rundzie draftu z numerem 40. (2005). Po pierwszym sezonie, w którym nie grał wiele, więcej szans dostał w drugim, gdy z klubu z Oakland odszedł rzucający Jason Richardson. Pokazał ogromny potencjał, szybko stając się graczem pierwszej piątki. W sezonie 2006/2007 otrzymał nagrodę NBA Most Improved Player, czyli poczynił największy postęp w lidze. Swoją średnią punktową podniósł o 9,7 punktu, w stosunku do zeszłego sezonu. W sezonie 2007-08 wraz z Baronem Davisem i Stephenem Jacksonem (wszyscy trzej zawodnicy zdobywali średnio ponad 20 punktów na mecz) stanowili w największym stopniu o sile Warriors, którzy byli bliscy awansu do play-offs (ostatecznie z bilansem 48-34 zajęli 9 miejsce w konferencji). Ellis został też dziewiątym obrońcą w historii NBA, którego celność rzutów z gry w konkretnym miesiącu wyniosła powyżej 60% (w lutym 2008 trafił 60,2% rzutów z gry). 
Gdy po sezonie Baron Davis odszedł do Los Angeles Clippers, Monta podpisał sześcioletni kontrakt z Golden State Warriors o wartości 67 milionów dolarów. Tuż po podpisaniu nowej umowy doznał kontuzji lewej kostki podczas jazdy skuterem, na mocy zapisów kontraktu został karnie zawieszony przez klub na 30 meczów. Ostatecznie do gry po kontuzji i zawieszeniu powrócił 23 stycznia 2009 roku przeciwko Cleveland Cavaliers, rzucił wtedy 20 punktów. W sezonie 2009/2010, zwłaszcza po odejściu z Warriors Jacksona Monta Ellis stał się liderem drużyny. 7 lutego 2012 ustanowił życiowy rekord, zdobywając 48 punktów w przegranym meczu z Oklahoma City Thunder.
13 marca 2012 w wyniku wymiany został oddany wraz z Kwame Brownem i Ekpe Udohem do Milwaukee Bucks w zamian za Andrew Boguta i Stephena Jacksona.
W lipcu 2013 został zawodnikiem Dallas Mavericks. Dwa lata później podpisał opiewającą na 44 miliony dolarów, 4-letnią umowę z klubem Indiana Pacers. 5 lipca 2017 został zwolniony przez klub z Indiany.

## Osiągnięcia
Na podstawie, o ile nie zaznaczono inaczej.
NBA
- Zawodnik, który poczynił największy postęp (2007)[5]
- Uczestnik Rising Stars Challenge (2007)
- Zaliczony do II składu letniej ligi NBA (2005)
- Lider play-off w średniej przechwytów (2013)[6]
- Zawodnik tygodnia (27.12.2010, 12.03.2012, 31.12.2012, 4.03.2013, 14.04.2014)

## Statystyki
Na podstawie Basketball-Reference.com (ang.)

### Sezon regularny
| Sezon   | Drużyna      | M   | S5  | MPG  | FG%   | 3P%   | FT%   | RPG | APG | SPG | BPG | PPG  |
| ------- | ------------ | --- | --- | ---- | ----- | ----- | ----- | --- | --- | --- | --- | ---- |
| 2005/06 | Golden State | 49  | 3   | 18,1 | 41,5% | 34,1% | 71,2% | 2,1 | 1,6 | 0,7 | 0,2 | 6,8  |
| 2006/07 | Golden State | 77  | 53  | 34,3 | 47,5% | 27,3% | 76,3% | 3,2 | 4,1 | 1,7 | 0,3 | 16,5 |
| 2007/08 | Golden State | 81  | 72  | 37,9 | 53,1% | 23,1% | 76,7% | 5,0 | 3,9 | 1,5 | 0,3 | 20,2 |
| 2008/09 | Golden State | 25  | 25  | 35,7 | 45,1% | 30,8% | 83,0% | 4,3 | 3,7 | 1,6 | 0,3 | 19,0 |
| 2009/10 | Golden State | 64  | 64  | 41,4 | 44,9% | 33,8% | 75,3% | 4,0 | 5,3 | 2,2 | 0,4 | 25,5 |
| 2010/11 | Golden State | 80  | 80  | 40,3 | 45,1% | 36,1% | 78,9% | 3,5 | 5,6 | 2,1 | 0,3 | 24,1 |
| 2011/12 | Golden State | 37  | 37  | 36,9 | 43,3% | 32,1% | 81,2% | 3,4 | 6,0 | 1,5 | 0,3 | 21,9 |
| 2011/12 | Milwaukee    | 21  | 21  | 36,0 | 43,2% | 26,7% | 76,4% | 3,5 | 5,9 | 1,4 | 0,3 | 17,6 |
| 2012/13 | Milwaukee    | 82  | 82  | 37,5 | 41,6% | 28,7% | 77,3% | 3,9 | 6,0 | 2,1 | 0,4 | 19,2 |
| 2013/14 | Dallas       | 82  | 82  | 36,9 | 45,1% | 33,0% | 78,8% | 3,6 | 5,7 | 1,7 | 0,3 | 19,0 |
| 2014/15 | Dallas       | 80  | 80  | 33,7 | 44,5% | 28,5% | 75,2% | 2,4 | 4,1 | 1,9 | 0,3 | 18,9 |
| 2015/16 | Indiana      | 81  | 81  | 33,8 | 42,7% | 30,9% | 78,6% | 3,3 | 4,7 | 1,9 | 0,5 | 13,8 |
| 2016/17 | Indiana      | 74  | 33  | 27,0 | 44,3% | 31,9% | 72,7% | 2,8 | 3,2 | 1,1 | 0,4 | 8,5  |
| Razem   |              | 833 | 713 | 34,8 | 45,1% | 31,4% | 77,2% | 3,5 | 4,6 | 1,7 | 0,3 | 17,8 |

### Play-offy
| Sezon | Drużyna      | M  | S5 | MPG  | FG%   | 3P%   | FT%   | RPG | APG | SPG | BPG | PPG  |
| ----- | ------------ | -- | -- | ---- | ----- | ----- | ----- | --- | --- | --- | --- | ---- |
| 2007  | Golden State | 11 | 6  | 21,6 | 39,0% | 11,1% | 82,1% | 2,3 | 0,9 | 0,9 | 0,2 | 8,0  |
| 2013  | Milwaukee    | 4  | 4  | 38,0 | 43,6% | 15,8% | 37,5% | 3,3 | 5,5 | 2,5 | 0,3 | 14,3 |
| 2014  | Dallas       | 7  | 7  | 35,6 | 40,9% | 35,3% | 87,1% | 2,4 | 2,9 | 1,3 | 0,1 | 20,4 |
| 2015  | Dallas       | 5  | 5  | 39,4 | 46,8% | 36,7% | 75,0% | 3,2 | 5,2 | 2,0 | 0,6 | 26,0 |
| 2016  | Indiana      | 7  | 7  | 32,1 | 43,4% | 33,3% | 80,0% | 3,9 | 4,3 | 2,1 | 0,0 | 11,6 |
| 2017  | Indiana      | 4  | 2  | 19,0 | 40,0% | 25,0% | 80,0% | 2,0 | 1,3 | 0,5 | 0,3 | 5,5  |
| Razem |              | 38 | 31 | 29,9 | 42,7% | 29,8% | 75,5% | 2,8 | 3,0 | 1,5 | 0,2 | 13,7 |

## Rekordy w NBA
| Statystyka            | Data             | Przeciwko             |
| --------------------- | ---------------- | --------------------- |
| Punkty: 48            | 7 lutego 2012    | Oklahoma City Thunder |
| Zbiórki: 12           | 3 grudnia 2007   | Orlando Magic         |
| Zbiórki w obronie: 10 | 13 marca 2009    | Dallas Mavericks      |
| Zbiórki w ataku: 7    | 3 grudnia 2007   | Orlando Magic         |
| Asysty: 13            | 24 lutego 2007   | Los Angeles Clippers  |
| Bloki: 2              | 12 razy          | —                     |
| Przechwyty: 6         | 3 razy           | —                     |
| Minuty: 53            | 20 stycznia 2010 | Denver Nuggets        |
| Na podstawie: nba.com |                  |                       |